# Leonor de Inglaterra (1269-1297)
Leonor de Inglaterra (Windsor, 18 de junio de 1269-Gante, 12 de octubre de 1297) fue hija primogénita de Eduardo I, rey de Inglaterra, y de su primera esposa, Leonor de Castilla.
Leonor fue criada por su abuela paterna, Leonor de Provenza, mientras sus padres marchaban a la Cruzada (1270-1274). Estuvo muchos años prometida a Alfonso III de Aragón, pero al producirse en 1282 la excomunión del padre de este, el rey de Aragón Pedro III, tras coronarse como rey de Sicilia contra los deseos del papa, se dilató la partida de la princesa en tanto estuviese en vigor el interdicto papal que pesaba sobre el reino de Aragón. 
Finalmente se llevó a cabo el matrimonio por poderes en la Abadía de Westminster el 15 de agosto de 1290, pero el matrimonio nunca llegó a consumarse pues su esposo falleció (junio de 1291) antes de que ella abandonara Inglaterra y mientras en Barcelona se disponían los festejos para celebrar su llegada.
Frustrado este matrimonio casó en Bristol con Enrique III, conde de Bar, el 20 de septiembre de 1293, de cuyo matrimonio nacieron dos hijos, Eduardo (1295-1336), conde de Bar, y Juana (fallecida en 1361), condesa de Surrey por su matrimonio con John de Warenne.
Murió en Gante el 12 de octubre de 1297 y fue enterrada en la abadía de Westminster.